# 怡和體育會
怡和體育會（簡稱怡和，英文：Jardine Sports Association），於1929年成立，為怡和洋行屬下機構，志在鼓勵員工參與體育活動，總部設於太古坊德宏大廈24樓。旗下足球隊曾經是香港甲組足球聯賽勁旅，奪得過1次甲組聯賽 冠軍及1次高級銀牌冠軍，曾先後3次退出，現時只保留香港足球總會贊助會員身份。

## 球隊歷史
怡和體育會，最初中文名稱為渣甸，後來才改稱怡和。於1929–30年度球季，加入香港乙組足球聯賽，在十五支球隊中，成績排第七名。1930–31年度，香港足球總會增設香港丙組足球聯賽，怡和被編到丙組比賽，惟進行了13場比賽後，被足球總會取消資格。
1931年，發生「五華會退出足總」事件，怡和與南華、中華、東方及崇正，一同退出足球總會，另行成立「全港華人足球賽」。1932年夏天，華人球會與足球總會達成和解，怡和卻因遲交會費，被足球總會取消會員資格。
直至戰後，怡和才再次加入足球總會，並且於1956–57年度球季，獲得香港乙組足球聯賽冠軍，首次升上香港甲組足球聯賽，惟只角逐了一季，便宣佈退出。
其後再次加入聯賽，1967–68年度球季，再次奪得香港乙組足球聯賽冠軍，得以重返香港甲組足球聯賽角逐。
怡和升班後，重金羅致張子岱、陳鴻平、黃文偉、龔華傑、葉尚華等球星加盟，組成號稱「十五萬大軍」的全職業巨型班參賽，升班首屆22戰13勝6和3負，僅次於南華及星島獲得甲組聯賽季軍，以及奪得高級銀牌冠軍。
翌季1969–70年度，更奪得香港甲組足球聯賽冠軍，以及職業盃、金禧盃及士丹利木盾三項盃賽冠軍，成為史無前例的「四冠王」。
1970年夏天，怡和以破當時香港球員最高月薪紀錄重金邀請仇志強加盟鎮守大門，配合原有班底，仍是聯賽的頂尖球隊。在金禧盃先後淘汰元朗及消防，晉級決賽對星島，首回合雙方0–0賽和；次回合上半場星島曾聰言射破仇志強「大小龍門」首開紀錄，及後盧洪海博得十二碼，但黃文偉主射「宴客」未能扳平，下半場被袁權益門前「執死雞」再下一城，以0–2受挫屈居亞軍。高級銀牌複賽淘汰星島，惟於準決賽1–2負於南華無緣決賽。聯賽26戰16勝5和5負，僅以兩分之差被流浪壓倒未能衛冕。
惟在甲組只角逐了三季，便於1971年5月29日去信香港足球總會表示不再派隊參賽，內附50港元支付會費，維持贊助會員席位，第二次宣佈退出聯賽。
1973–74年度球季，怡和獲得香港乙組足球聯賽冠軍，第三次升上香港甲組足球聯賽。不過，這時的怡和只是由集團任職的職員組成，雖然擁有羅灶石、陳少雄、謝國強、曾鏡洪、胡順華、畢偉康及馬來西亞球員陳融章、，但整體實力跟昔日的「巨型班」無法比擬，1974–75年度球季，在甲組聯賽13支球隊只名列第12，只角逐了一季便降回乙組作賽。
1978–79年度球季，怡和在乙組聯賽12支球隊名列包尾，降落丙組作賽。1980年代，當時在丙組角逐的怡和，宣布第三次退出聯賽，近年只參加企業聯賽及五人聯賽。

## 球會榮譽
| 榮譽          | 次數        | 年度                                       |             |             |             |
| 本 土 聯 賽   | 本 土 聯 賽 | 本 土 聯 賽                                | 本 土 聯 賽 | 本 土 聯 賽 | 本 土 聯 賽 |
| ------------- | ----------- | ------------------------------------------ | ----------- | ----------- | ----------- |
| 甲組聯賽 冠軍 | 1           | 1969–70年                                  |             |             |             |
| 乙組聯賽 冠軍 | 3           | 1956–57年、1967–68年、1973–74年            |             |             |             |
| 丙組聯賽 冠軍 | 3           | 1962–63年、1966–67年、1972–73年            |             |             |             |
| 本 土 盃 賽   |             |                                            |             |             |             |
| 高級銀牌 冠軍 | 1           | 1968–69年                                  |             |             |             |
| 總督盃 冠軍   | 1           | 1969–70年                                  |             |             |             |
| 金禧盃 冠軍   | 1           | 1969–70年                                  |             |             |             |
| 初級銀牌 冠軍 | 4           | 1967–68年、1970–71年、1972–73年、1973–74年 |             |             |             |

## 著名球員
| - 張子岱 - 陳鴻平 - 黃文偉 - 仇志強 | - 葉尚華 - 郭德先 - 鄭國根 - 龔華傑 | - 鄺演英 - 張耀國 - 李國強 - 駱德興 |

## 外部連結
- 怡和體育會網頁